# Разрыхлитель теста
Разрыхли́тель — один из основных видов сырья хлебопекарного и кондитерского производства, используемый для придания изделиям из теста пористой структуры. Изделия из разрыхлённого теста хорошо пропекаются, обладают приятным внешним видом, ароматом, вкусом и лучшей усваиваемостью.
Подразделяются на биологические и химические. К биологическим разрыхлителям относятся хлебопекарные дрожжи в чистом виде (прессованные и сухие) и в составе хлебной закваски вместе с молочнокислыми бактериями.
В химических разрыхлителях применяются легкоразлагающиеся при нагревании карбонаты, гидрокарбонаты и тартраты (гидротартрат калия). Химические разрыхлители представлены в виде тонкоизмельчённых порошков, которые добавляются в муку. Входят в перечень пищевых добавок. Пищевая сода (гидрокарбонат натрия) выделяет углекислый газ при взаимодействии с кислотой (лимонной, винной) или при нагревании. Однако при одном нагревании сода разлагается не полностью, что придаёт изделию неприятный привкус из-за образования нелетучих солей натрия, поэтому для улучшения вкуса изделий обычно добавляют соду вместе с кислотой. Кроме своего основного свойства, сода придаёт изделиям золотисто-жёлтый оттенок, который улучшает внешний вид изделий, но в случае превышения содержания соды изделия приобретают тёмный оттенок и неприятный привкус. Углекислый аммоний (карбонат аммония) при нагревании выделяет аммиак и углекислый газ. По сравнению с содой он придаёт изделиям более пористую структуру за счёт лучшей газообразующей способности. Необходимо точно соблюдать дозировку углекислого аммония, так как при малейшем его превышении изделие приобретает аммиачный привкус. Углекислый аммоний не придаёт выпечке привлекательный жёлтый оттенок, но это свойство может быть полезным, когда необходимо сохранить естественный цвет изделия (например при изготовлении мятных пряников). Для достижения лучшего вкуса изделий сочетают свойства обоих разрыхлителей, смешивая 40 % аммония и 60 % соды.
«Разрыхлителем теста» или «пекарским порошком» в торговле называют многокомпонентный химический разрыхлитель. Его примерный состав: гидрокарбонат натрия (сода), мука, лимонная кислота (в качестве регулятора кислотности).